# Reptér-busz (Budapest)
A budapesti Reptér-busz a Kőbánya-Kispest, MÁV-állomás és Ferihegy 2 Airport között közlekedett. A vonalat a Budapesti Közlekedési Zrt. üzemeltette.

## Története
2000. augusztus 8-án a 93-as busz BKV Plusz márkavédjegyes járattá változott és a Reptér-busz nevet vette fel. A vonalon az Ikarus 280 típusú autóbuszokat az Ikarus 435 típusúak váltották. 2006. április 14-én jelzése 200-asra módosult, és a repülőtér (azóta megszűnt) 1-es termináljánál egy új megállót kapott. Az új járaton nyolc darab speciálisan kialakított utasterű Volvo 7700A típusú busz állt forgalomba. 2008. szeptember 6-ától 200E jelzéssel közlekedik.

## Útvonala
| Ferihegy 2 Airport felé | Kőbánya-Kispest, MÁV-állomás felé |
| --- | --- |
| Kőbánya-Kispest, MÁV-állomás vá. – Sibrik Miklós úti felüljáró – Gyömrői út – Ferihegyi repülőtérre vezető út – Üllői út – – Ferihegy 2 bekötő út – Ferihegy 2 Airport vá. | Ferihegy 2 Airport vá. – Ferihegy 2 bekötő út – – Üllői út – Ferihegyi repülőtérre vezető út – Gyömrői út – Sibrik Miklós úti felüljáró – Kőbánya-Kispest, MÁV-állomás vá. |

## Megállóhelyei
| 0                                                                           | Kőbánya-Kispest, MÁV-állomás végállomás | 20 | 48, 51, 68, 82, 82A, 85, 85, 93, 98, 98, 136, 151, 182, 182A, 193, Keresztúr Helyközi buszok Kőbánya-Kispest |
| 4                                                                           | Gépjármű Javító Műhely                  | ∫  | 17, 17, 98, 98                                                                                               |
| 5                                                                           | Felsőcsatári út                         | 15 | 17, 17, 19, 36, 95, 98, 98                                                                                   |
| 8                                                                           | Csévéző utca                            | 12 | 17, 17, 80, 93, 98, 98                                                                                       |
| A Billentyű utcánál csak szombaton 14 órától vasárnap üzemzárásig állt meg. |                                         |    | |
| ∫                                                                           | Billentyű utca                          | 10 | 93 |
| 10                                                                          | Május 1. tér (↓) Igló utca (↑)          | 9  | 93, 183 Szemeretelep                                                                                         |
| 12                                                                          | Ferihegy 1                              | 8  | 93, 193 |
| 15                                                                          | Repülőtér, D porta                      | 5  | |
| 15                                                                          | Határőri Igazgatóság                    | 4  | |
| 18                                                                          | Repülőtéri bekötőút (↓) 4-es út (↑)     | 2  | |
| 20                                                                          | Repülőtér, E porta                      | ∫  | |
| 22                                                                          | Ferihegy 2 Airport végállomás           | 0  | |